# Sven Johnson
Sven Olof Johnson  (Norrköping, 12 september 1899 - Skärblacka, 7 juli 1986) was een Zweedse turner. 
Jonsson won met de Zweedse ploeg de gouden medaille in de landenwedstrijd Zweeds systeem tijdens de Olympische Zomerspelen 1920 in het Belgische Antwerpen.

## Resultaten

### Olympische Zomerspelen
| Jaar | Plaats    | Resultaten                           |
| ---- | --------- | ------------------------------------ |
| 1920 | Antwerpen | in de landenwedstrijd Zweeds systeem |